# ヨース・デ・モンペル
ヨース・デ・モンペル (Joos de Momper the Younger, 1564年–1635年)は、フランドルの風景画家。ヨース・デ・モンペル2世と表記されることもある。ピーテル・ブリューゲル (父)とピーテル・パウル・ルーベンスを繋ぐ重要な画家であり、ブリューゲルの影響を強く受けている。

## 生涯
ヨース・デ・モンペルはアントワープの画家一族に生まれ、風景画家であった祖父にちなんで名づけられた。父親のバルトロメウス・デ・モンペルの元で修業し、1581年にアントワープの聖ルカ組合に親方として登録した。息子のフィリッペとフランスも画家である。
1580年代にはイタリアに旅をして学んだ。デ・モンペルは主に風景画を手掛け、高い評価を得ていた。彼は見晴らしの良い地点から見たマニエリスム風の色使いを用いた空想上の風景と、もっと自然な色遣いの現実的な風景との両方を描いている。500作品程がデ・モンペルの作品として考えられているが、日付が入っているものはほとんどない。
組合に登録した弟子には風俗画で知られるルイ・ド・コルリー（Louis de Caullery）や息子のフィリッペ・デ・モンペル（Philippe de Momper）がいる。

## 作品

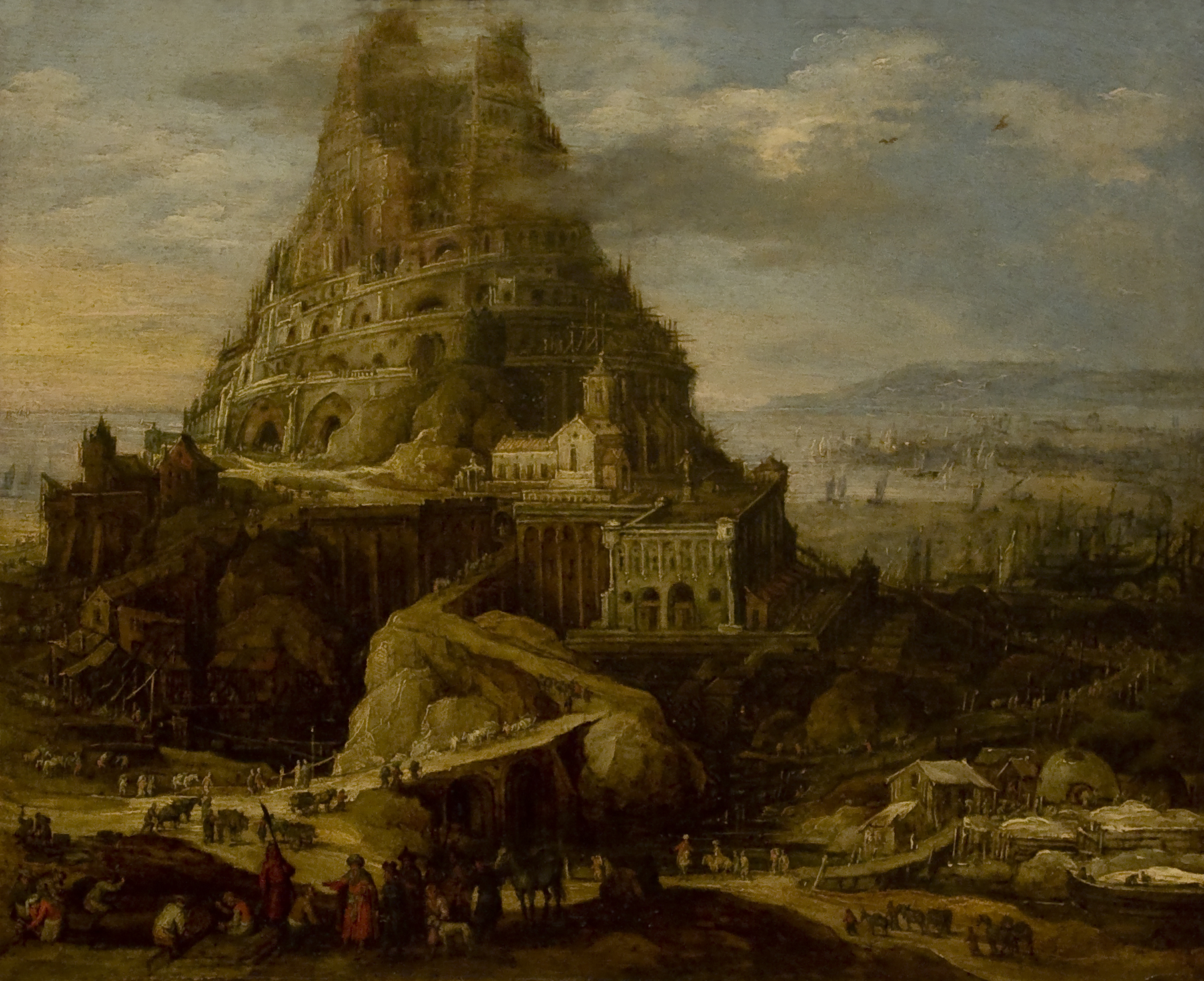
『バベルの塔』、国立古美術館蔵
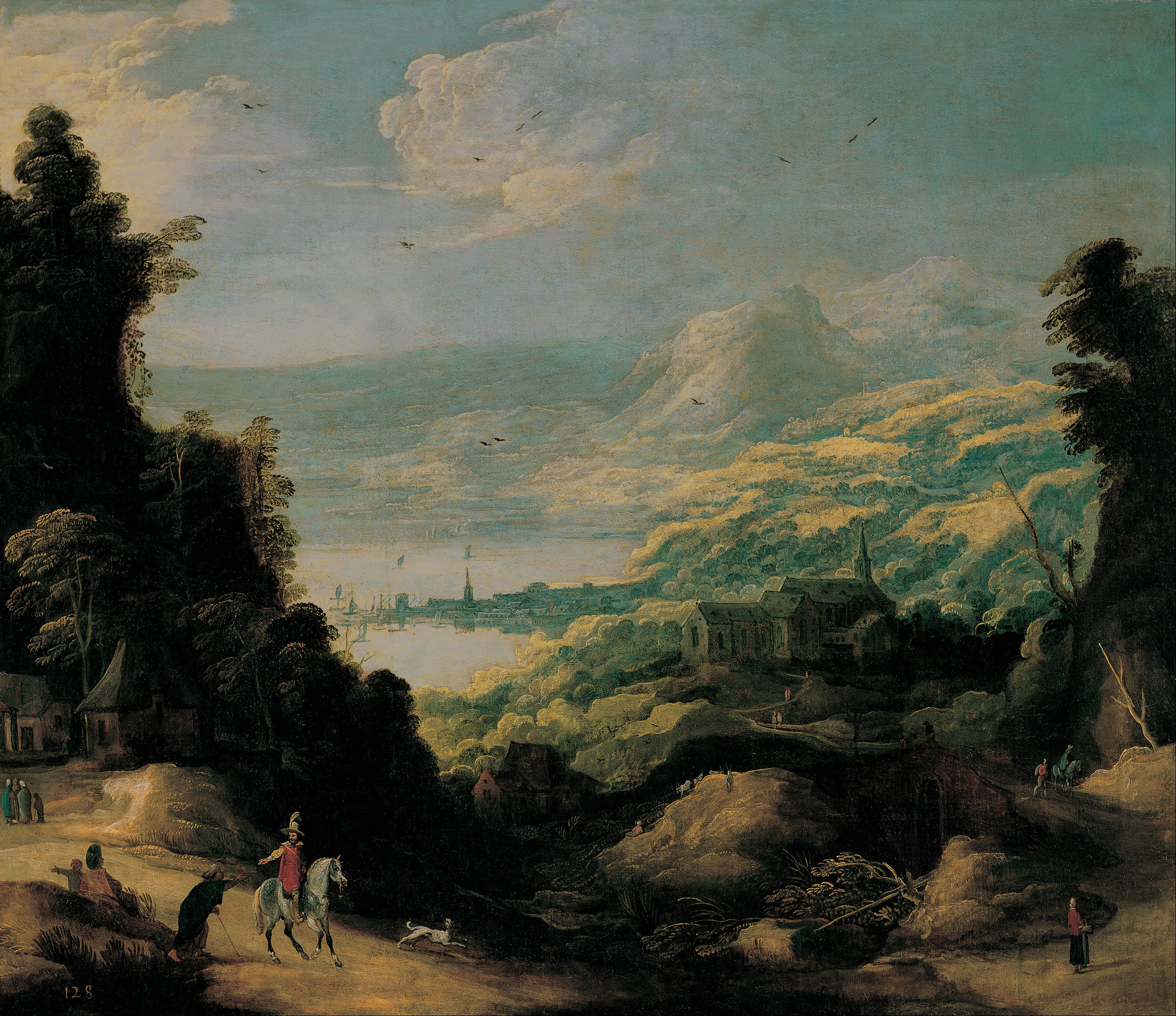
山岳風景
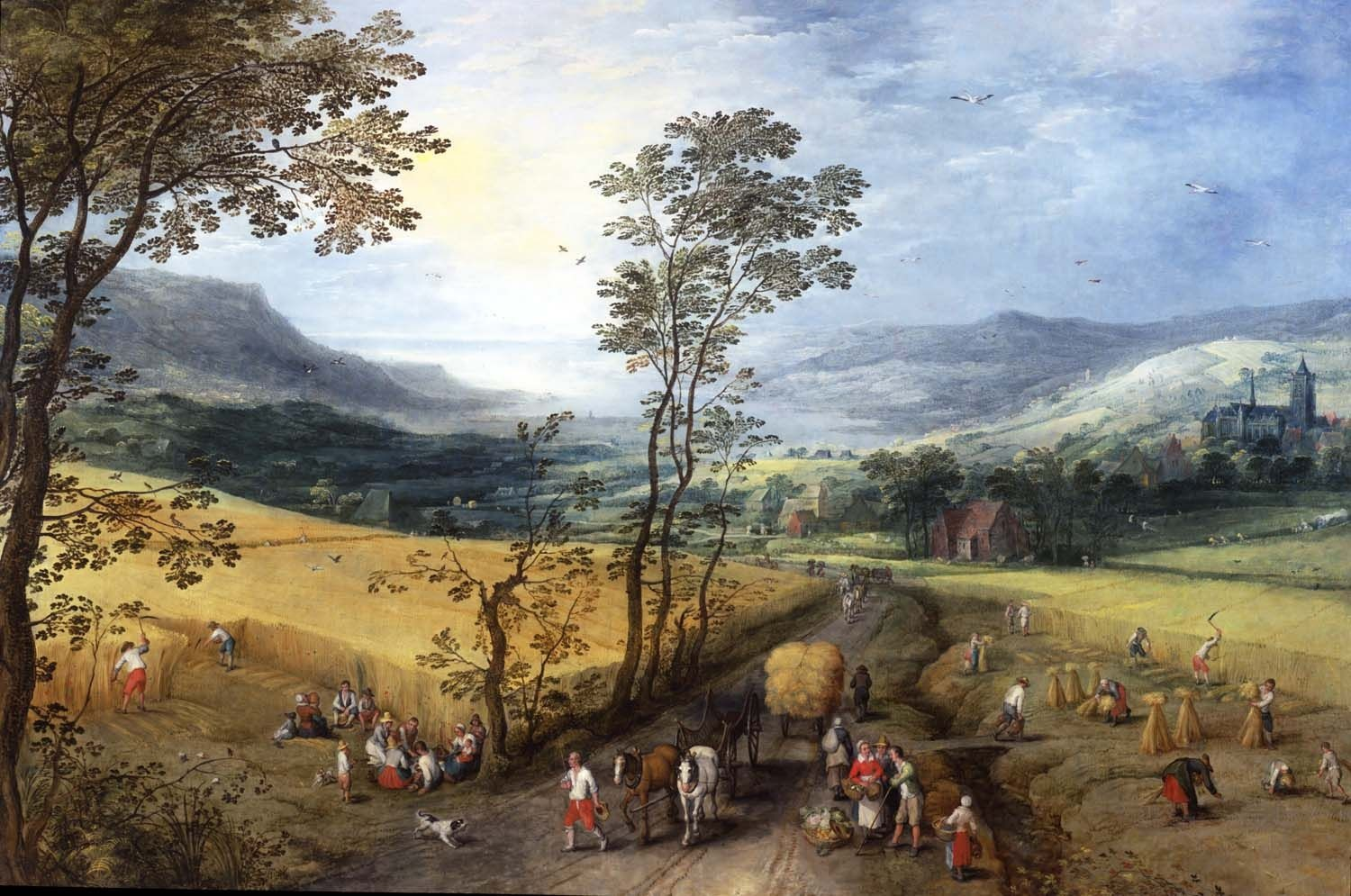
農民のいる夏の風景
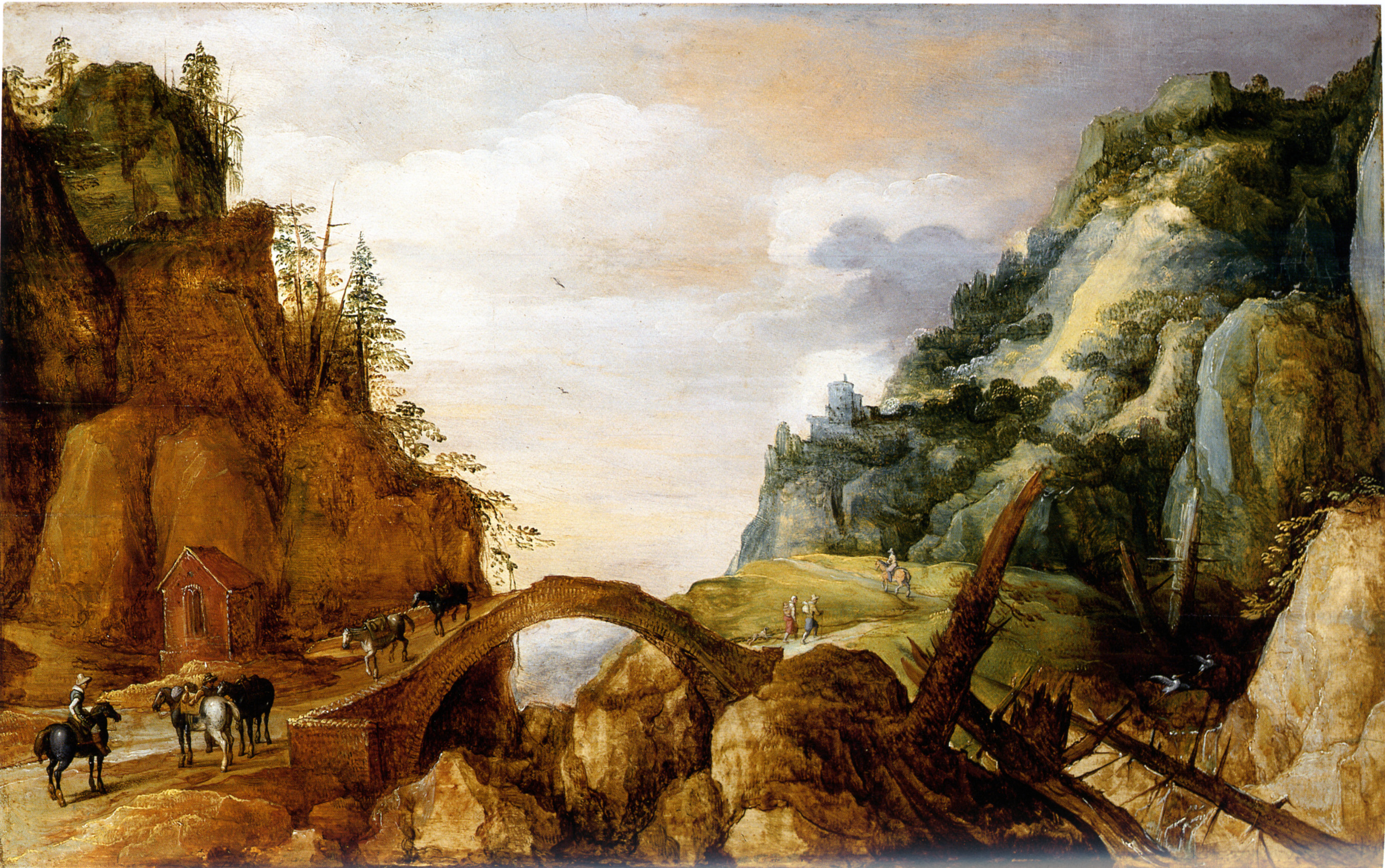
橋と馬使いのいる風景
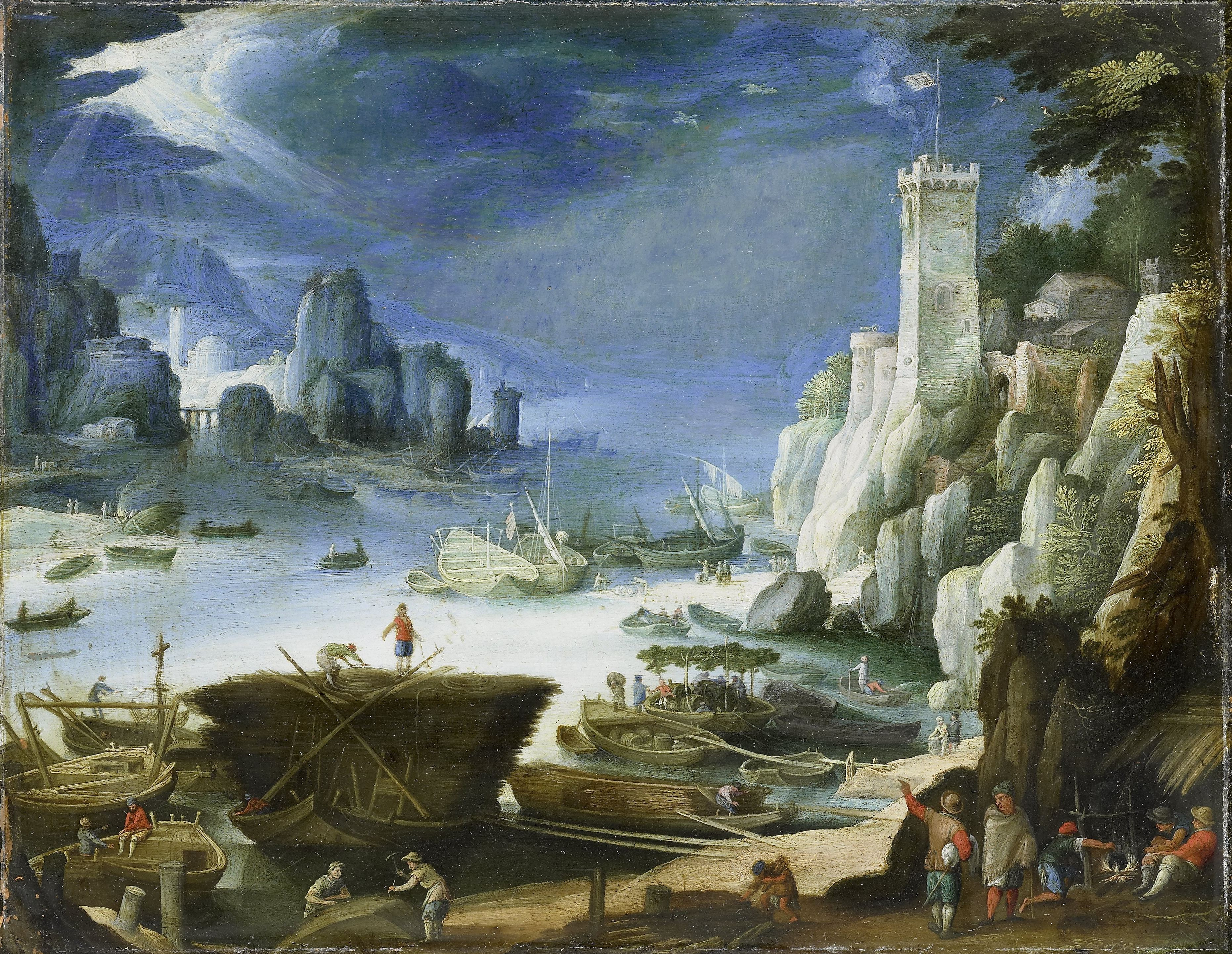
Tobias' Journey
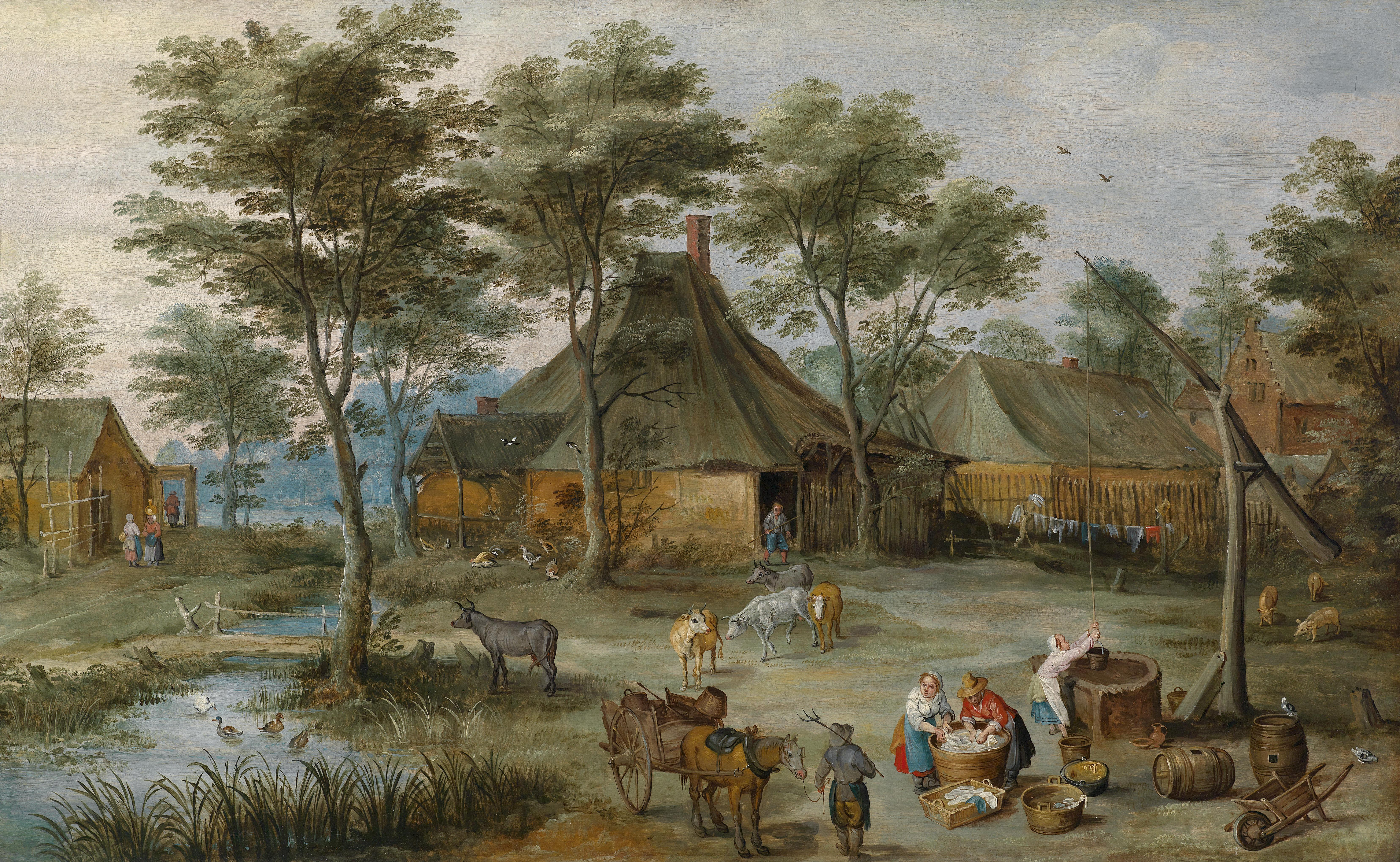
村の風景

## 参照
1. 1 2 3  Joos de Momper in the w:RKD
2. ↑  Joos de Momper at the Netherlands Institute for Art History